# Kotlice (gromada w powiecie zamojskim)
Kotlice – dawna gromada, czyli najmniejsza jednostka podziału terytorialnego Polskiej Rzeczypospolitej Ludowej w latach 1954–1972.
Gromady, z gromadzkimi radami narodowymi (GRN) jako organami władzy najniższego stopnia na wsi, funkcjonowały od reformy reorganizującej administrację wiejską przeprowadzonej jesienią 1954 do momentu ich zniesienia z dniem 1 stycznia 1973, tym samym wypierając organizację gminną w latach 1954–1972.
Gromadę Kotlice z siedzibą GRN w Kotlicach utworzono – jako jedną z 8759 gromad na obszarze Polski – w powiecie tomaszowskim w woj. lubelskim na mocy uchwały nr 16 WRN w Lublinie z dnia 5 października 1954. W skład jednostki weszły obszary dotychczasowych gromad Kotlice, Honiatycze wieś, Honiatycze kol. i Honiatyczki ze zniesionej gminy Kotlice w tymże powiecie. Dla gromady ustalono 21 członków gromadzkiej rady narodowej.
1 stycznia 1958 gromadę włączono do powiatu zamojskiego w tymże województwie.
1 stycznia 1969 gromadę zniesiono, włączając jej obszar do gromady Niewirków w tymże powiecie.